# Egipskie noce
Egipskie noce – czwarty studyjny album Shazzy wydany w sierpniu 1995.
Płyta osiągnęła ogromny sukces i stała się największym sukcesem wydawniczym piosenkarki (ponad 300 tysięcy sprzedanych egzemplarzy). To także jeden z najlepiej sprzedających się albumów w historii polskiej fonografii. Płyta zyskała status platynowej (niektóre źródła mówią o podwójnej platynie). Krążek zawierał jedne z największych przebojów Shazzy: "Bierz co chcesz", "Tak bardzo zakochani", "Egipskie noce" oraz "Miłość i zdrada".

## Lista utworów

### Wersja kompaktowa
1. "Intro" – 0:40
2. "Bierz co chcesz" – 3:38
3. "Słodki Joe" – 3:08
4. "O mnie się nie martw" – 3:23
5. "Nocny dotyk" (Maxi Mix) – 4:30
6. "Romansów świat" – 3:20
7. "Tak bardzo zakochani" – 3:32
8. "Miłość i zdrada" – 3:42
9. "Nocny dotyk" – 3:21
10. "Egipskie noce" – 3:30

### Wersja kasetowa
Strona A
1. "Intro" – 0:40
2. "Bierz co chcesz" – 3:38
3. "Miłość i zdrada" – 3:42
4. "Słodki Joe" – 3:08
5. "Nocny dotyk" (Maxi Mix) – 4:30

Strona B
1. "Romansów świat" – 3:20
2. "Tak bardzo zakochani" – 3:32
3. "Nocny dotyk" – 3:21
4. "O mnie się nie martw" – 3:23
5. "Egipskie noce" – 3:30